# Kovačeva Bara
Kovačeva Bara (Servisch cyrillisch Ковачева Бара) is een plaats in de Servische gemeente Leskovac. De plaats telt 167 inwoners (2002).